# Инсайн
Инсайн (на английски: Ensign) е британски конструктор от Формула 1. Участва в 134 състезания и печели 19 точки (0 подиума). Най-добро класиране — 4-то място през 1981 г. в Бразилия. Тимът е създаден от Морис Нън. В първите 2 сезона Нън е дизайнер и за други отбори. След като приключва във Формула 1 става главен инженер на отбори от Чемпкар, като с него Алекс Дзанарди и Хуан Пабло Монтоя печелят титли през 90-те. В периода си във Формула 1 отборът на Нън поддържа близки връзки с Теодор Рейсинг. Често двата отбора използват еднакви болиди. На практика след 1982 г. двата отбора са обединени. Въпреки това обединеният тим не просъществува дълго и изчезва след края на сезон 1983.